# Dušan Šimočko
Dušan Šimocko (* 29. September 1983 in Banská Bystrica) ist ein slowakischer Biathlet.

## Werdegang
Dušan Šimocko lebt in Banska Bystrica und arbeitet als Sportlehrer. Er startet für VSC Dukla Banska Bystrica, sein Trainer ist sein gleichnamiger Vater. Šimocko gab sein internationales Debüt mit guten Leistungen bei den Junioren-Europameisterschaften 2000 in Zakopane. Elfter wurde er im Einzel, Vierter in Sprint und Verfolgung, mit der Staffel, zu der auch Matej Kazár gehörte, gewann er die Silbermedaille hinter dem russischen Team. Weniger erfolgreich wurden die Junioren-Weltmeisterschaften des Jahres in Hochfilzen, wo er sich in Einzelrennen nur im 30er-Bereich platzierte. Šimocko trat auch 2001 bei beiden Titelkämpfen der Junioren an. Bei der EM in Haute-Maurienne waren Platz elf im Sprint und 13 in der Verfolgung beste Ergebnisse, bei der WM in Chanty-Mansijsk belegte er Platz sechs im Sprint und neun in der Verfolgung. Auch die Junioren-WM 2003 in Ridnaun brachte mit Platz sieben in der Verfolgung und vier mit der Staffel gute Ergebnisse. Noch besser verlief die Junioren-EM in Kontiolahti. Nach Platz 12 im Einzel gewann Šimocko hinter Andrei Makowejew und Michael Rösch die Bronzemedaille, in der Verfolgung musste er sich nur noch Rösch geschlagen geben. Die WM 2003 in Kościelisko brachte keine Medaillen, aber mit Platz 15 im Sprint und sechs in der Verfolgung erneut gute Resultate. Ebenso die EM in Forni Avoltri, wo er sich in allen vier Wettbewerben unter den besten 20 platzierte. Im Sommer konnte der Slowake an selber Stelle bei der Junioren-Sommer-WM Siebter im Sprint, Zehnter der Verfolgung und Fünfter im Massenstart werden. Mit der Staffel gewann er mit Kazar und Miroslav Matiaško hinter den Letten Silber. 2004 bestritt Šimocko seine letzte Junioren-Saison. Die Junioren-WM in Haute-Maurienne brachte erneut vier Ergebnisse unter den besten 20, darunter einen fünften Platz im Einzel. Bei der EM in Minsk belegte er in vier Rennen immer Plätze zwischen fünf und acht. Zudem gewann der Slowake in Brusson einen Sprint im Rahmen des Junioren-Europacups. Zum Abschluss trat er in Osrblie bei der Junioren-WM im Sommerbiathlon an und gewann erneut Silber, dieses Mal im Sprint hinter dem Letten Edgars Piksons.
In Östersund debütierte Šimocko zu Beginn der Saison 2002/03 als 14. mit der Staffel im Biathlon-Weltcup. Sein erstes Einzelrennen, ein Sprint in Pokljuka, bestritt er nur wenig später und erreichte dort Rang 87. In Beitostølen erreichte er mit der Staffel 2004 als Zehnter eine erste Top-Ten-Platzierung. Einsätze im Weltcup sind für Šimocko eher sporadisch. Erst in der Saison 2008/09 konnte er mehrfach achtbare Erfolge erreichen, darunter mit Platz acht in der Staffel und Rang 27 im Sprint von Oberhof seine bis dahin besten Ergebnisse. Beim Lauf auf den 27. Rang gewann er auch erstmals Weltcuppunkte. In Hochfilzen lief er die Biathlon-Weltmeisterschaften 2005 und wurde dort 77. im Sprint. Ein Jahr später wurde er bei der Mixed-WM eingesetzt und wurde mit Anna Murínová, Jana Gereková und Kazar in der Staffel Slowakei II und erreichte Platz 13. Höhepunkt der Saison waren allerdings die Olympischen Spiele von Turin, wo Šimocko 56. im Einzel und mit Pavol Hurajt, Miroslav und Marek Matiaško 14. wurde. In Antholz startete der Slowake erneut bei den Biathlon-Weltmeisterschaften 2007 an und belegte dort in Einzel und Sprint 73. Ränge und wurde 15. mit der Staffel. 2009 lief Šimocko in Pyeongchang seine beste WM. Im Einzel erreichte er Rang 42, im Sprint wurde er 61. und verpasste damit um einen Rang das Verfolgungsrennen. 12. wurde er zudem mit der Staffel. In der Saison 2009/2010 erreichte er bei einem Sprint in Antholz mit Platz 23 eine neue bestes Platzierung im Weltcup, konnte diese im Rahmen des Einzels bei den Olympischen Winterspielen 2010 mit einem 18. Platz nochmals verbessern. Zudem wurde Šimočko 15. im Sprint und 15. mit der Staffel.
Bessere Ergebnisse als bei Weltmeisterschaften erreichte Šimocko im Schnitt bei Europameisterschaften. 2005 in Nowosibirsk erreichte er 20. Plätze in Sprint und Verfolgung, wurde 12. im Einzel und Vierter mit der Staffel. 2006 ist in Langdorf einzig Platz vier mit der Staffel und damit eine knapp verpasste Medaille erwähnenswert. Auch 2007 und 2008 startete er bei Europameisterschaften, ohne jedoch gute Ergebnisse zu erreichen. Im Biathlon-Europacup erreichte er mehrfach Top-Ten-Resultate.

## Biathlon-Weltcup-Platzierungen
Die Tabelle zeigt alle Platzierungen (je nach Austragungsjahr einschließlich Olympische Spiele und Weltmeisterschaften).
- 1.–3. Platz: Anzahl der Podiumsplatzierungen
- Top 10: Anzahl der Platzierungen unter den ersten zehn (einschließlich Podium)
- Punkteränge: Anzahl der Platzierungen innerhalb der Punkteränge (einschließlich Podium und Top 10)
- Starts: Anzahl gelaufener Rennen in der jeweiligen Disziplin
- Staffel: inklusive Mixed- und Single-Mixed-Staffeln

| Platzierung                      | Einzel | Sprint | Verfolgung | Massenstart | Staffel | Gesamt |
| -------------------------------- | ------ | ------ | ---------- | ----------- | ------- | ------ |
| 1. Platz                         |        |        |            |             |         |        |
| 2. Platz                         |        |        |            |             |         |        |
| 3. Platz                         |        |        |            |             |         |        |
| Top 10                           |        |        |            |             | 14      | 14     |
| Punkteränge                      | 2      | 3      | 1          |             | 40      | 46     |
| Starts                           | 17     | 48     | 7          |             | 40      | 112    |
| Stand: nach der Saison 2012/2013 |        |        |            |             |         |        |